# Hook turn

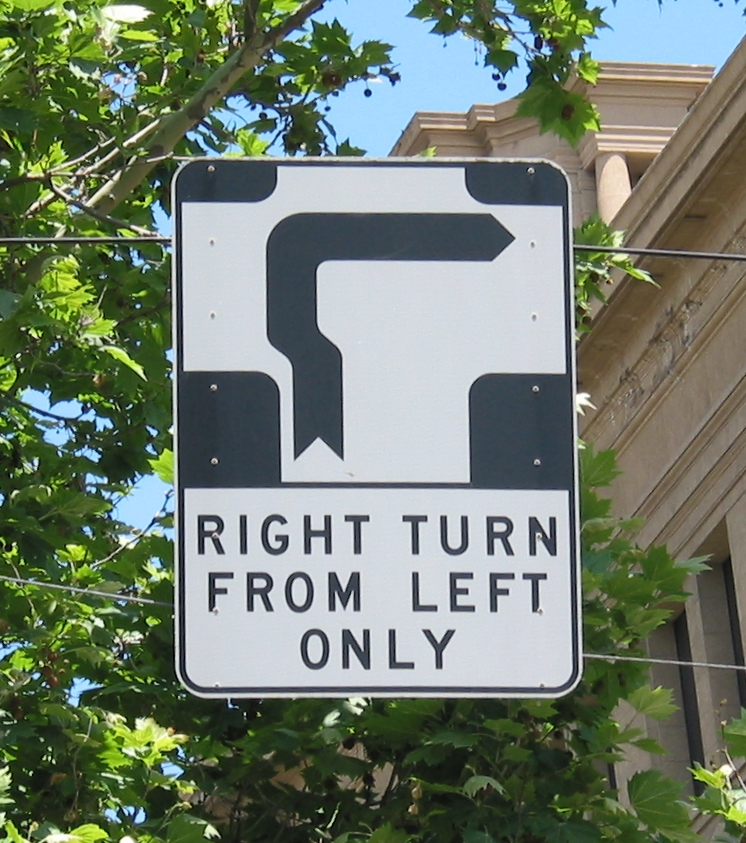
Biển báo Hook turn ở Melbourne, Úc

Hook Turn là kỹ thuật rẽ phải tại các ngã tư có mật độ xe cao tại trung tâm Melbourne, Úc. Hook Turn là một "đặc sản" của thành phố Melbourne và tương đối nổi tiếng. Trong một chương trình AFV (American Funnies Home Video) người dẫn chương trình đã nói (với ý kỳ dị) là tại Melbourne người lái ô tô có thể rẽ phải từ làn xe bên trái (điều này trái với quy định của luật giao thông khi đa số luật các nước yêu cầu lái xe phải đi vào các làn đường gần nhất bên phải hoặc trái để rẽ phải hoặc trái). Để dùng kỹ thuật này, khi nhìn thấy biển báo Hook Turn (xem phía dưới), để rẽ phải khi đèn xanh đang sáng trên luồng đường bạn đang di chuyển, bạn phải lái xe sang làn xe xa nhất bên tay trái (nhưng thông thường trên các tuyến phố có áp dụng Hook Turn tại Melbourne chỉ có 2 làn xe), lái xe qua đèn xanh, tiến ra giữa ngã tư và dừng xe chờ ở đó. Khi đèn đỏ của làn đường bạn vừa di chuyển sáng lên và đèn hiệu cho phép đi của làn đường vuông góc sáng lên, bạn sẽ điều khiển xe 90 độ để chuyển hướng vào đường muốn rẽ. Xe của bạn khi rẽ sẽ được ưu tiên so với các xe đang di chuyển thẳng hướng theo làn đường bạn muốn rẽ. Lợi ích của Hook Turn là tránh được sự ùn tắc giao thông khi các xe rẽ phải trên làn đường đứng chờ tại giữa ngã tư tại làn xe xa nhất bên phải tại các ngã tư không có đèn hiệu cho phép chuyển hướng riêng biệt.